# Esteban Maga
Esteban Maga, vollständiger Name Esteban Fernando Maga Fumero, (* 5. Juni 1984 in Maldonado) ist ein uruguayischer Fußballspieler.

## Karriere
Der 1,82 Meter große Defensivakteur Maga stand zu Beginn seiner Karriere von der Clausura 2004, in der Apertura 2005 und der Zwischensaison 2005 im Kader des Erstligisten Centro Atlético Fénix. In der Clausura 2006 und der Saison 2006/07 spielte er für den Tacuarembó FC in der Primera División. In der Spielzeit 2007/08 stand er bei dessen Ligakonkurrenten Central Español FC unter Vertrag. Die Saison 2008/09 verbrachte er in Reihen des Zweitligisten Deportivo Maldonado. Von der Apertura 2009 an folgte ein Engagement beim Club Atlético Bella Vista, mit dem er bereits am Saisonende in die höchste uruguayische Spielklasse aufstieg. Für die Montevideaner spielte er bis 2013. Dabei stehen in den Spielzeiten 2010/11 und 2011/12 zehn (ein Tor) bzw. 19 (zwei Tore) Ligaspiele für ihn zu Buche. 2012/13 kam kein weiterer Einsatz hinzu. Seit seinem letzten Einsatz am 20. Mai 2012 hatte er kein Pflichtspiel mehr absolviert. Anfang 2013 schloss er sich dem peruanischen Verein Universidad San Martín an, bestritt dort 26 Erstligaspiele in der Primera División und schoss drei Tore. 2014 wechselte er zurück nach Uruguay und wurde in der restlichen Spielzeit 2013/14 in acht Erstligabegegnungen eingesetzt (kein Tor). Dort wird er nach der Saison als Abgang ohne Vereinsangabe geführt. Im September 2014 schloss er sich sodann erneut dem Zweitligisten Deportivo Maldonado an. Beim Klub seiner Geburtsstadt absolvierte er in der Zweitligaspielzeit 2014/15 21 Spiele (kein Tor) in der Segunda División. Ende August 2015 wechselte er innerhalb der Liga zu Villa Española. In der Zweitligasaison 2015/16 wurde er 20-mal (ein Tor) in der zweithöchsten uruguayischen Spielklasse eingesetzt.